# Kelbo (département)
Kelbo est un département et une commune rurale du Burkina Faso, situé dans la province du Soum et la région du Sahel. En 2012, le département comptait 24 157 habitants.

## Villages
Le département comprend un village chef-lieu (populations actualisées en 2012) :
- Kelbo (5 234 habitants)

et 12 autres villages :
- Bélégagnagué (1 732 habitants)
- Bolin (600 habitants)
- Bottogui (2 843 habitants)
- Diomsogui (2 695 habitants)
- Gassel-Doundéhi (300 habitants)
- Korga (644 habitants)
- Lahel (943 habitants)
- Louga (1 000 habitants)
- Namsiguia (693 habitants)
- Noralkingal (1 715 habitants)
- Pougouzaïbaogo (3 607 habitants)
- Tahidi (2 151 habitants)